# Aphrodite's Child
Aphrodite's Child foi uma banda grega de rock progressivo formada em 1968 pelo vocalista Demis Roussos, o multi-instrumentalista Vangelis Papathanassiou e o baterista Loukas Sideras. 

## História
Depois de uma tentativa frustrada para entrar na Inglaterra, a banda reagrupou-se em Paris, onde o guitarrista Anargyros "Silver" Koulouris juntou-se a eles (embora ele fosse forçado a deixar a banda devido a prestação do serviço militar, com a guitarra e baixo sendo tocados por Roussos durante sua ausência).

### The Idols, We Five, Aphrodite’s Child
A biografia do Aphrodite’s Child se mescla com a do artista Demis Roussos, o vocalista desse grupo. A partir dos 15 anos de idade, quando sua família mudou-se do Egito e voltou para a Grécia, Demis participou de vários grupos musicais. O primeiro, com 17 anos, The Idols, onde Demis tocava guitarra e baixo; os outros membros dos Idols: Jo (primo de Demis), Natis Lalaitis, Nikos Tsiloyan e Anthony. Nessa época, Demis tinha de trabalhar para sustentar sua família. Já nesse grupo Demis começou a destacar-se como cantor, a partir do momento no qual foi solicitado para substituir o vocalista, que estava cansado, para cantar algumas canções (o que começou com “The House of the Rising Sun” e “When a Man Loves a Woman”).  
Com o compositor Lakis Vlavianos, Roussos deu início à banda We Five, já como vocalista principal. Mas somente começou a ficar mais conhecido a partir de 1968, com a banda de rock progressivo Aphrodite’s Child, formada no Reino Unido, para a qual Demis associou-se a outros dois músicos gregos, respectivamente, Vangelis (ou Vangelis Papatanassiou) e Loukas Sideras, primeiramente como vocalista e depois também como guitarrista e baixista. Vangelis ficou como compositor principal e tecladista, enquanto Loukas cuidava da bateria. No entanto, por falta de permissão para trabalhar na Inglaterra, o grupo mudou-se para Paris, então atingida pela Revolução de Maio de 1968. O primeiro álbum foi Rain and Tears, o qual obteve tremendo sucesso e vendeu um milhão de discos apenas na França. Nos próximos anos, o desempenho do grupo foi excelente. Com a voz de estilo de ópera de Roussos, a banda passou a ter sucesso em nível internacional, inclusive com 666, o último álbum.  Logo após o lançamento dessa obra, por razões diversas, decidiram acabar com o grupo. Mas antes da dissolução, o Aphrodite´s Child estourou na Europa e outros países com grandes sucessos, tais como: Rain and Tears (Compositor: Vangelis, letrista = Boris Bergman); It’s Five O’clock, I Want to Live, End of the World e Spring, Summer, Winter and Fall.

### Início da carreira solo de Demis Roussos
Nesse meio tempo, o também compositor Roussos casou-se com Monique, com quem teve uma filha, Emilie. Com o apoio da gravadora Phonogram, Demis iniciou então sua carreira solo. Seu primeiro grande sucesso, não somente na França como em toda a Europa, foi We Shall Dance, lançado no verão de 1971. 
Seguiram sucessos como My Reason (junho de 1971), Velvet Mornings (canção também conhecida como “Tric, tric, tric” – composta pelo grego de Atenas, Lakis Vlavianos, que também fez as composições da maioria das canções de sucesso de Roussos, tais como, My Friend the Wind e Someday Somewhere). 
Em 1973, quando fez uma turnê na América do Sul, foi lançado o segundo álbum de Roussos, Forever and Ever. Canções como When I was a Kid, Goodbye my Love Goodbye  impulsionaram ainda mais a carreira do cantor solo, chamado de “o Papa do pop”, que até aí já vendera dois milhões de discos. Mas isto foi apenas o começo. 
Em 1974 foi o lançamento do novo álbum My Only Fascination. Nos seus três primeiros anos de carreira solo, Demis Roussos demonstrou enorme dinamismo e vitalidade. Eis o saldo de suas atividades em 1.000 dias: 380 concertos em 18 países; total de 400.000 km em viagens de avião; 100.000 km em viagens de carro; participação em 120 programas de televisão e 180 programas de rádio; participação em três festivais; gravações de 40 canções e três álbuns que consumiram 600 horas de trabalho em estúdios; recebimento de 15 discos de ouro, e, para coroar tudo, venda total de 9 milhões de discos. 
Sua agenda para 1975 compreendeu cinco turnês de 45 dias em cinco continentes, e em 15 de setembro desse mesmo ano, para felicidade do casal Demis / Dominique, nasceu o filho Cyril. Foi lançado também em 1975 o álbum Souvenirs, e em 1976 o álbum Happy to Be. Até 1977 o músico já havia vendido 30 milhões de discos em nível mundial.

## Discografia
- End of the World (1968)
- It's Five O'Clock (1970)
- 666 (1972)[1]